# 岁寒三友

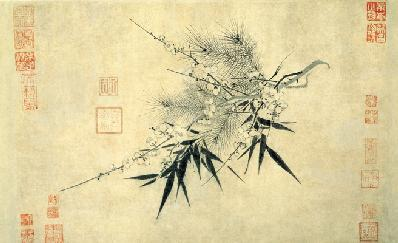
宋趙孟堅《歲寒三友圖》

岁寒三友，指松、竹、梅三种植物。因这三种植物在寒冬时节仍可保持顽强的生命力而得名，是中國傳統文化中高尚人格的象徵，傳到日本後又加上長壽的意義。
松和竹在嚴寒中不落葉，梅在寒冬裡開花，有「清廉潔白」節操的意思，是古代文人的理想人格。日本平安時代由中國傳入松竹梅，江戶時代起又有吉祥的意義。
中國宋朝時，歲寒三友常作為文人畫、水墨畫的題材，如文同、蘇軾的作品。元朝、明朝的陶瓷器也常有松竹梅的圖案。日本的陶瓷器、漆器、織染也常用松竹梅圖案，常用於門松、女兒節人形等節日裝飾以及添丁、婚禮等喜慶事上面，常與鶴龜之類的主題一起用。
位于日本东京都的天皇皇宫的正殿有三间厅堂，分别称“松之殿”、“竹之殿”和“梅之殿”。其中，松之殿级别最高，是日本皇室进行正规仪式的场所。另外，在日本的寿司店中，往往也以“松竹梅”表示寿司拼盘的档次规格，而日本的定食也會以“松竹梅”表示規格；通常來說，規格最高為松，次之為竹，最末為梅，但有時候也會有相反的排序。